# Liste des maires de Château-Renault
Cet article dresse une liste par ordre de mandat des maires de Château-Renault.

## Liste des maires
| Période      | Période      | Identité                         | Étiquette                   | Qualité                                                                                    |
| ------------ | ------------ | -------------------------------- | --------------------------- | ------------------------------------------------------------------------------------------ |
| 1790         | 1791         | Jean Buisson                     |                             |                                                                                            |
| 1791         | 1792         | Nicolas Gardien                  |                             |                                                                                            |
| 1792         | 1793         | Jean Michel Truguet              |                             |                                                                                            |
| 1793         | 1800         | Louis Médard Couturier-Buisson   |                             |                                                                                            |
| 1800         | 1803         | René Marie Debure-Buisson        |                             |                                                                                            |
| 1803         | 1809         | Pierre Gervais Pesson            |                             |                                                                                            |
| 1809         | 1817         | René Michel Peltereau-Villeneuve |                             |                                                                                            |
| 1817         | 1831         | François Charles Vaslin          |                             |                                                                                            |
| 1831         | 1842         | Rémi Victor Allard-Chevalier     |                             |                                                                                            |
| 1842         | 1870         | Alphonse-Frédéric Pesson         | Républicain                 |                                                                                            |
| 1870         | 1870         | Pierre Tuvache                   |                             |                                                                                            |
| 1870         | 1871         | Martin Lelu                      |                             |                                                                                            |
| 1871         | 1881         | Alphonse-Frédéric Pesson         | Républicain                 |                                                                                            |
| 1881         | 1885         | Rémi Foucher                     |                             |                                                                                            |
| 1885         | 1898         | Arthur Testu-Jodeau              |                             |                                                                                            |
| 1898         | 1919         | Jules Joran                      | Radical                     |                                                                                            |
| 1919         | 1924         | Louis Delamotte                  |                             |                                                                                            |
| 1924         | 1925         | Eugène Réaux                     | Républicain                 | Pharmacien retraité                                                                        |
| 1925         | 1935         | Victor Geschieckt                |                             |                                                                                            |
| 1935         | 1944         | Jacques Hervé                    |                             |                                                                                            |
| 1944         | 1947         | Gaston Bardet                    |                             |                                                                                            |
| 1947         | 1953         | Lucien Coldefy                   |                             |                                                                                            |
| 1953         | 1963         | Joseph Renard                    | Radical                     |                                                                                            |
| 1963         | 1967         | Daniel Depond                    |                             |                                                                                            |
| 1967         | mars 2001    | Jean Delaneau,                   | RI puis UDF puis PR puis DL | Chirurgien Député Sénateur                                                                 |
| mars 2001    | juillet 2020 | Michel Cosnier,                  | Apparenté PCF               | Retraité de l'enseignement                                                                 |
| juillet 2020 | En cours     | Brigitte Dupuis                  | LR                          | Présidente de la Communauté de communes depuis 2020 Conseillère départementale depuis 2021 |